# Dominion
 Ovo je glavno značenje pojma Dominion. Za druga značenja pogledajte Dominion (razdvojba).
Dominion je pojam koji se odnosi na neke dijelove (političke jedinice) britanskog Commonwealtha u razdoblju prije Drugoga svjetskog rata koji su imali određeni stupanj samouprave (parlament i njemu odgovorna vlada).